# Кналлер, Вольфганг
Вольфганг Кналлер (нем. Wolfgang Knaller; род. 8 октября 1961 года, Фельдкирхен-ин-Кернтен) — австрийский футболист, игравший на позиции вратаря.

## Клубная карьера
Во взрослом футболе дебютировал в 1990 году за команду «Адмира/Ваккер», в которой провел семь сезонов, приняв участие в 207 матчах чемпионата. Большинство времени, проведенного в составе клуба из Мёдлинга, был основным голкипером команды.
Своей игрой за эту команду привлек внимание представителей тренерского штаба клуба «Аустрия» (Вена), в состав которого присоединился в 1997 году. Сыграл за венскую команду следующие пять сезонов. В составе «Аустрии» также часто выходил на поле в основном составе.
В 2002 году вернулся в клуб «Адмира Ваккер Мёдлинг». На этот раз провел в составе команды из Мёдлинга два сезона. Тренерским штабом клуба вновь рассматривался как основной игрок.
Завершил профессиональную игровую карьеру в клубе ЛАСК, за команду которого выступал на протяжении 2004—2006 годов.

## Международная карьера
16 октября 1991 дебютировал за национальную сборную Австрии в матче против Северной Ирландии. Был включен в состав сборной на чемпионат мира 1998 года во Франции. Всего Кналлер провел в форме главной команды страны 4 матча.

### Статистика за сборную
| Матчи Кналлера за сборную Австрии | Матчи Кналлера за сборную Австрии | Матчи Кналлера за сборную Австрии | Матчи Кналлера за сборную Австрии | Матчи Кналлера за сборную Австрии | Матчи Кналлера за сборную Австрии |
| №                                 | Дата                              | Оппонент                          | Счёт                              | Проп. голы                        | Соревнование                      |
| --------------------------------- | --------------------------------- | --------------------------------- | --------------------------------- | --------------------------------- | --------------------------------- |
| 1                                 | 16 октября 1991                   | Северная Ирландия                 | 1:2                               | -1                                | Квалификация на ЧЕ 1992           |
| 2                                 | 13 ноября 1991                    | Югославия                         | 0:2                               | -2                                | Квалификация на ЧЕ 1992           |
| 3                                 | 27 мая 1992                       | Нидерланды                        | 2:3                               | -1                                | Товарищеский матч                 |
| 4                                 | 29 мая 1996                       | Чехия                             | 1:0                               | 0                                 | Товарищеский матч                 |

4 матча: 1 победа, 3 поражения.

## Личная жизнь
Его сын, Марко, также является профессиональным футболистом, играющий на позиции вратаря.